# III (album)
 For alternative betydninger, se III (flertydig). (Se også artikler, som begynder med III)
III er det andet studiealbum fra det danske folktronicaband Sorten Muld. Det blev udgivet i den 6. september 2000. Sangene er en blanding af folkeviser og elektronisk musik tilsat sækkepibe og nøgleharpe.
Albummet blev godt modtaget ved udgivelsen, og det er siden blevet nævnt som et vigtigt album fra perioden, ligesom nummeret "Vølven" er blevet fremhævet.

## Modtagelse
Albummet modtog fem ud af seks stjerner i musikmagasinet GAFFA, ligesom deres foregående udgivelse Mark II. Anmelderen roste bl.a. at det ikke var en gentagelse af debutalbummet, og kaldte albummet et "lille mesterværk" og omtalte bandet som "årets musikalske oplevelse". AllMusics anmelder Chris Nickson skrev at blandingen af flere rigtige instrumenter gav "en bredere variation af tonefarver og teksturer". Han roste også Ulla Bendixens stemmer, som han skrev havde udviklet sig meget, og at hele bandet var kommet langt. Nickson gav tre ud af fem stjerner. Rootsworld kaldte albummet "superb".
I GAFFA's 25-års jubliæumsnummer var III listet som et af de fem vigtigste album fra dette år, og "Vølven" var ligeledes blandt de fem vigtigste singler fra 2000.

## Spor
1. "Roselil Rose" - 3:40
2. "Lørdagskvæld" - 5:26
3. "Vølven" - 4:00
4. "Margjit" - 4:07
5. "Ulver" - 6:48
6. "Ramund" - 6:16
7. "Linden" - 4:46
8. "Tor Af Hafsgaard" - 5:40
9. "Dagmar" - 5:30
10. "Længe Siden" - 2:38

## Personel
Sorten Muld
- Ulla Bendixen: Sang
- Martin Ottosen: Tangenter og elektronik
- Henrik Munch: Tangenter og elektronik

Øvrige musikere
- Søren Bendixen: Guitar
- Harald Haugaard: Violin, drejelire
- Johannes Hejl: Kontrabas
- Niels Kilele: Percussion
- Tommy Nissen: Trommer
- Martin Seeberg: Sækkepibe, fløjter m.m.